# Begonia sect. Monopteron
Begonia secc. Monopteron  es una sección del género Begonia, perteneciente a la familia de las begoniáceas, a la cual pertenecen las siguientes especies:

## Especies
| - Begonia griffithiana - Begonia nepalensis |